# Rivalité entre l'Allemagne et l'Argentine en football
Les confrontations Allemagne-Argentine en football regroupent toutes les rencontres de football lors desquelles se sont affrontées l'équipe d'Allemagne de football et l'équipe d'Argentine de football.

## Histoire
La première rencontre entre ces deux équipes a lieu le 8 juin 1958 pendant la Coupe du Monde au Malmö Stadion. C'est l'Allemagne de l'Ouest qui remporte le match sur le score de 3-1. 
Depuis, cette affiche est devenue un véritable classique de la Coupe du Monde au point de constituer la rencontre la plus répandue en finale. L'Allemagne a en effet retrouvé l'Argentine trois fois à ce stade de la compétition, plus que toute autre équipe :  
- en 1986, l'Argentine, portée par un immense Diego Maradona, s'impose 3-2 à Mexico.  
- 1990 voit la revanche de l'Allemagne de l'Ouest de Lothar Matthäus qui l'emporte 1-0 à Rome grâce à un penalty tardif transformé par Andreas Brehme.  
- la belle a lieu en 2014 et c'est encore l'Allemagne qui est sacrée à Rio de Janeiro grâce à une réalisation de Mario Götze lors des prolongations. 
L'affrontement en quart de finale de la Coupe du Monde 2006 à Berlin reste le plus tendu de l'histoire. Après un match nul 1-1 et une séance de tirs au but étouffante (qui voit briller Jens Lehmann, lequel stoppe deux tentatives argentines grâce à un petit pense-bête glissé dans sa chaussette), une bagarre générale éclate et voit Torsten Frings écoper d'une suspension lourde de conséquences (il manquera cruellement au milieu de terrain allemand lors de la demi-finale contre l'Italie). 
La plus large victoire est en faveur de l'équipe d'Allemagne lors du quart de finale de la Coupe du monde 2010 sur le score de 4-0 grâce à des buts de Thomas Müller, Miroslav Klose (à deux reprises) et Arne Friedrich. 

## Liste des confrontations
| #  | Date              | Lieu                  | Arbitre (pays)                   | Domicile  | Score     | Extérieur | Compétition                           |
| -- | ----------------- | --------------------- | -------------------------------- | --------- | --------- | --------- | ------------------------------------- |
| 1  | 8 juin 1958       | Malmö                 | Reginald Leafe (ANGLETERRE)      | Argentine | 1-3       | RFA       | Coupe du monde 1958 (Poule I)         |
| 2  | 16 juillet 1966   | Birmingham            | Konstantin Zecevic (YOUGOSLAVIE) | RFA       | 0-0       | Argentine | Coupe du monde 1966 (Groupe II)       |
| 3  | 14 février 1973   | Munich                | Concetto Lo Bello (ITALIE)       | RFA       | 2-3       | Argentine | amical                                |
| 4  | 5 juin 1977       | Buenos Aires          | Arnaldo Coelho (BRESIL)          | Argentine | 1-3       | RFA       | amical                                |
| 5  | 12 septembre 1979 | Berlin                | Ulf Eriksson (SUEDE)             | RFA       | 2-1       | Argentine | amical                                |
| 6  | 1er janvier 1981  | Montevideo            | Augusto Lamo Castillo (ESPAGNE)  | Argentine | 2-1       | RFA       | Mundialito                            |
| 7  | 24 mars 1982      | Buenos Aires          | José Martinez Bazan (URUGUAY)    | Argentine | 1-1       | RFA       | amical                                |
| 8  | 12 septembre 1984 | Düsseldorf            | Robert Wurtz (FRANCE)            | RFA       | 1-3       | Argentine | amical                                |
| 9  | 29 juin 1986      | Mexico                | Romualdo Arppi Filho (BRESIL)    | Argentine | 3-2       | RFA       | Finale de la Coupe du monde 1986      |
| 10 | 16 décembre 1987  | Buenos Aires          | Arnaldo Coelho (BRESIL)          | Argentine | 1-0       | RFA       | amical                                |
| 11 | 2 avril 1988      | Berlin                | Kurt Röthlisberger (SUISSE)      | RFA       | 1-0       | Argentine | Tournoi des quatre nations (amical)   |
| 12 | 8 juillet 1990    | Rome                  | Edgardo Codesal (MEXIQUE)        | RFA       | 1-0       | Argentine | Finale de la Coupe du monde 1990      |
| 13 | 15 décembre 1993  | Miami                 | Philip Don (ANGLETERRE)          | Allemagne | 1-2       | Argentine | amical                                |
| 14 | 17 avril 2002     | Stuttgart             | Manuel Mejuto Gonzalez (ESPAGNE) | Allemagne | 0-1       | Argentine | amical                                |
| 15 | 9 février 2005    | Düsseldorf            | Stefano Farina (ITALIE)          | Allemagne | 2-2       | Argentine | amical                                |
| 16 | 21 juin 2005      | Nuremberg             | Lubos Michel (SLOVAQUIE)         | Argentine | 2-2       | Allemagne | Coupe des confédérations 2005         |
| 17 | 30 juin 2006      | Berlin                | Lubos Michel (SLOVAQUIE)         | Allemagne | 1-1 a. p. | Argentine | Coupe du monde 2006 (quart de finale) |
| 18 | 3 mars 2010       | Munich                | Martin Atkinson (ANGLETERRE)     | Allemagne | 0-1       | Argentine | amical                                |
| 19 | 3 juillet 2010    | Le Cap                | Ravshan Irmatov (OUZBEKISTAN)    | Argentine | 0-4       | Allemagne | Coupe du monde 2010 (quart de finale) |
| 20 | 15 août 2012      | Francfort-sur-le-Main | Jonas Eriksson (SUEDE)           | Allemagne | 1-3       | Argentine | amical                                |
| 21 | 13 juillet 2014   | Rio de Janeiro        | Nicola Rizzoli (ITALIE)          | Allemagne | 1-0 a. p. | Argentine | Finale de la Coupe du monde 2014      |
| 22 | 3 septembre 2014  | Düsseldorf            | Björn Kuipers (PAYS-BAS)         | Allemagne | 2-4       | Argentine | amical                                |
| 23 | 9 octobre 2019    | Dortmund              | Clément Turpin (FRANCE)          | Allemagne | 2-2       | Argentine | amical                                |

## Statistiques

### Allemagne
Plus jeune buteur : Kai Havertz (20 ans, 3 mois et 28 jours)
Plus vieux buteur : Miroslav Klose (32 ans et 24 jours)
Plus jeune joueur à avoir joué : Kai Havertz (20 ans, 3 mois et 28 jours)
Plus vieux joueur à avoir joué : Jens Lehmann (36 ans, 7 mois et 20 jours)

### Argentine
Plus jeune buteur : Gonzalo Higuain (22 ans, 2 mois et 21 jours)
Plus vieux buteur : Roberto Ayala (33 ans, 2 mois et 16 jours)
Plus jeune joueur à avoir joué : Juan Foyth (21 ans, 8 mois et 27 jours)
Plus vieux joueur à avoir joué : Juan Sebastian Veron (34 ans, 11 mois et 22 jours)

## Joueurs les plus capés
| Joueur                 | Equipe    | Apparitions | Période   |
| ---------------------- | --------- | ----------- | --------- |
| Javier Mascherano      | Argentine | 6           | 2003-2018 |
| Bastian Schweinsteiger | Allemagne | 6           | 2004-2017 |
| Miroslav Klose         | Allemagne | 6           | 2001-2014 |
| Per Mertesacker        | Allemagne | 6           | 2004-2014 |
| Gabriel Heinze         | Argentine | 5           | 2003-2010 |
| Sergio Romero          | Argentine | 5           | 2009-     |
| Toni Kroos             | Allemagne | 5           | 2010-     |
| Thomas Müller          | Allemagne | 5           | 2010-     |

## Meilleurs buteurs
Buteurs allemands :
3 buts : Miroslav Klose
2 buts : Klaus Fischer, Mario Götze, Kévin Kuranyi, Helmut Rahn, Karl-Heinz Rummenigge
1 but : Klaus Allofs, Gerald Asamoah, Andreas Brehme, Bernd Cullmann, Wolfgang Dremmler, Arne Friedrich, Torsten Frings, Serge Gnabry, Kai Havertz, Jupp Heynckes, Bernd Hölzenbein, Benedikt Höwedes, Horst Hrubesch, Ditmar Jakobs, Lothar Matthäus, Andreas Möller, Thomas Müller, André Schürrle, Uwe Seeler, Rudi Völler
Buteurs argentins :
3 buts : Jorge Burruchaga
2 buts : Hernan Crespo, Angel Di Maria, José Daniel Ponce
1 but : Sergio Agüero, Lucas Alario, Norberto Alonso, Roberto Ayala, Abel Balbo, Miguel Brindisi, José Luis Brown, Gabriel Calderon, Esteban Cambiasso, José Castro, Oreste Corbatta, Hernan Diaz, Roberto Diaz, Federico Fernández, Jorge Ghiso, Gonzalo Higuain, Erik Lamela, Lionel Messi, Lucas Ocampos, Daniel Passarella, Juan Roman Riquelme, Juan Pablo Sorin, Jorge Valdano

## Bilan
- Total de matches disputés : 23
- Victoire de l'équipe d'Allemagne : 7
- Victoire de l'équipe d'Argentine : 10
- Matches nuls : 6
- Buts pour l'équipe d'Allemagne : 33
- Buts pour l'équipe d'Argentine : 34

Tableau comparatif
| Rang | Équipe    | Pts | J  | G  | N | P  | Bp | Bc | Diff |
| ---- | --------- | --- | -- | -- | - | -- | -- | -- | ---- |
| 1    | Argentine | 26  | 23 | 10 | 6 | 7  | 34 | 33 | +1   |
| 2    | Allemagne | 20  | 23 | 7  | 6 | 10 | 33 | 34 | -1   |

## Comparaison de Palmarès
| Compétition              | Argentine (titres) | Dernier titre | Allemagne (titres) | Dernier titre |
| ------------------------ | ------------------ | ------------- | ------------------ | ------------- |
| Euro/Copa America        | 16                 | 2024          | 3                  | 1996          |
| Coupe des Confédérations | 1                  | 1992          | 1                  | 2017          |
| Coupe du monde FIFA      | 3                  | 2022          | 4                  | 2014          |

## Source
- (de) « Gegnerbilanz Argentine », sur dfb.de (consulté le 28 avril 2009)
- FIFA.com - Allemagne-Argentine